# Podgórska Biblioteka Publiczna w Krakowie
Podgórska Biblioteka Publiczna w Krakowie – gminna instytucja kultury, powstała 2 lipca 1975 roku. 1 stycznia 2017 utworzono Bibliotekę Kraków po połączeniu czterech samodzielnych dzielnicowych sieci bibliotek. Biblioteka Kraków tworzy sieć 57 placówek w dotychczasowych siedzibach.
Biblioteka działała w obrębie krajowej sieci bibliotecznej. Jej siedzibą był zabytkowy budynek w Krakowie przy ul. Powroźniczej 2, a obszarem działania był teren historycznego Podgórza (dzielnice VIII, IX, X, XI, XII i XIII). Instytucja ta składała się z biblioteki wiodącej i 22 filii bibliotecznych. Upowszechniała wiedzę i kulturę oraz zaspokajała potrzeby czytelnicze mieszkańców Krakowa. W roku 2009 jej księgozbiór osiągnął ok. 370 000 woluminów.